# Cayon
Cayon es una localidad de San Cristóbal y Nieves, capital de la parroquia de Saint Mary Cayon. Se ubica a una altitud de 110 m sobre el nivel del mar a 6 km al noreste de la capital de la federación, Basseterre. Según estimación 2010 cuenta con una población de 805 habitantes. En esta localidad hay un yacimiento precolombino pos-saladoide no datado, del cual se ha obtenido evidencia de que los nativos se alimentaban del roedor extinto Pennatomys nivalis.